# Vincent Hyspa
Vincent Hyspa est un acteur, écrivain, compositeur, humoriste et chanteur français, né le 7 novembre 1865 à Narbonne (Aude), mort le 12 octobre 1938  à Villiers-sous-Grez (Seine-et-Marne).

## Biographie
Vincent Ernest Hyspa (de son nom complet) a écrit notamment Le Médecin imaginaire, pièce en un acte, L'Éponge en porcelaine, conférences fantaisistes... Ses chansons Tendrement, Un dîner à l'Élysée, Chez le docteur, L'Omnibus automobile et Air fantôme ont été mises en musique par Erik Satie, et La Belle au bois dormant par Claude Debussy. Satie, qu’il rencontre au Chat Noir en 1887 arrangera et composera la musique pour une trentaine des œuvres d’Hyspa et sera, en 1899, son pianiste accompagnateur dans divers cabarets parisiens.

## Publications
- Le Ver solitaire, 1892
- Chansons d'humour, Enoch, 1903
- Une naissance, A. Bourlant, Ladam et sœur, 1905
- La Petite Dame du second, avec André Mycho, pièce en 2 actes et 4 tableaux, Théâtre Antoine, 10 janvier 1907 ; Comœdia, 4 mai 1914
- Le Médecin imaginaire, pièce en 1 acte, G. Ondet, 1909
- L'Éponge en porcelaine, illustrations de Jules Dépaquit, aux éditions de la Sirène, 1921
- La Négresse dans la piscine, avec Fernand Mysor[3], roman, Éditions du siècle, 1924

## Filmographie
- 1931 : A nous la liberté de René Clair : le vieil orateur
- 1931 : Il est charmant de Louis Mercanton : un buste chantant
- 1932 : Panurge de Michel Bernheim : le père Varenne
- 1932 : Vincent Hyspa donne des conseils aux piétons, réalisation anonyme, court métrage, sketch de chansonnier
- 1933 : Crainquebille de Jacques de Baroncelli : le docteur Mathieu
- 1936 : Le Fantôme de Pierre Schwab (court métrage)
- 1936 : Avec le sourire de Maurice Tourneur : le président du tribunal
- 1936 : La Belle Équipe de Julien Duvivier : le photographe
- 1936 : Le Secret de Polichinelle d'André Berthomieu
- 1936 : Vous n'avez rien à déclarer ? de Léo Joannon
- 1937 : L'Étrange Monsieur Victor de Jean Grémillon : le proviseur
- 1938 : Hercule ou L'incorruptible d'Alexandre Esway et Carlo Rim
- 1938 : Le Petit Chose de Maurice Cloche : le photographe
- 1938 : Ma sœur de lait de Jean Boyer